# Roberto Cosso
Roberto Cosso (São Paulo, 31 de outubro de 1973) é um jornalista  e publicitário brasileiro.

## Biografia
Trabalhou no Grupo Folha por quase dez anos, de 1995 a 2004. Foi repórter de Cidades da Folha da Tarde e do Agora São Paulo. Na Folha de S.Paulo, passou pelas editorias de Cotidiano e de Brasil, pela Sucursal de Brasília e concluiu sua trajetória no periódico como Repórter Especial. Em 2004, fundou a revista jurídica eletrônica Última Instância, da qual foi diretor desde seu início. Em 2007, foi diretor de Redação do jornal Diário do Grande ABC.

## Prêmios
Roberto Cosso realizou aprofundadas investigações jornalísticas, como Ex-prefeito nega possuir conta bancária na Suíça  e TJ determina transferência de Beira-Mar , recebendo seis indicações ao Grande Prêmio Folha de Jornalismo  e vencendo-o em 2001, com a reportagem Paraíso Fiscal Bloqueia Contas de Maluf, com a qual também foi finalista do Prêmio Esso de Jornalismo.